# Persone di cognome Smith/Cestisti
| Questa pagina contiene informazioni ricavate automaticamente dalle voci biografiche con l'ausilio del template Bio e di un bot. L'aggiornamento è periodico e automatico e ricostruisce completamente la pagina. Se manca una persona in questa lista, sei pregato di non aggiungerla, ma accertati piuttosto che la sua voce biografica contenga il template Bio e che i dati anagrafici siano correttamente compilati. Se il template Bio manca, inseriscilo tu stesso o, in alternativa, metti l'avviso {{tmp\|Bio}} che ne segnala la mancanza. Se i dati riportati sono sbagliati, correggi direttamente la voce biografica; le modifiche saranno visibili in questa lista entro pochi giorni. Per chiarimenti vedi il progetto antroponimi. La lista contiene solo le 116 persone che sono citate nell'enciclopedia e per le quali è stato implementato correttamente il template Bio. Pagina aggiornata al 23 lug 2025. |

Questa è una lista di persone presenti nell'enciclopedia che hanno il cognome Smith e sono cestisti.

## A(12)
- Al Smith, cestista statunitense (Peoria, n. 1947 - Palmer Ranch, † 2022)
- Al Smith, ex cestista statunitense (Albany, n. 1955)
- Andre Smith, ex cestista giamaicano (Manchester, n. 1980)
- Tony Smith, ex cestista statunitense (Norfolk, n. 1970)
- Adam Smith, cestista statunitense (Jonesboro, n. 1992)
- Adrian Smith, ex cestista statunitense (Farmington, n. 1936)
- Andre Smith, ex cestista statunitense (Saint Paul, n. 1985)
- Andrew Smith, cestista statunitense (Pompano Beach, n. 1992)
- Andrew Smith, cestista statunitense (Washington, n. 1990 - Indianapolis, † 2016)
- Antonio Smith, cestista statunitense (Flint, n. 1976)
- Antwain Smith, ex cestista statunitense (Newport News, n. 1975)
- Arik Smith, cestista statunitense (Bakersfield, n. 1993)

## B(1)
- Bryant Smith, ex cestista statunitense (Huntsville, n. 1977)

## C(10)
- Charles Smith, ex cestista statunitense (Bridgeport, n. 1965)
- Charles Smith, ex cestista statunitense (Fort Worth, n. 1975)
- Chris Smith, ex cestista statunitense (Bridgeport, n. 1970)
- Chris Smith, ex cestista statunitense (Charles Town, n. 1939)
- Chris Smith, cestista statunitense (Millstone Township, n. 1987)
- Chris Smith, cestista statunitense (Sacramento, n. 1994)
- Tony Smith, ex cestista statunitense (Wauwatosa, n. 1968)
- Clinton Smith, ex cestista statunitense (Cleveland, n. 1964)
- Corey Smith, ex cestista statunitense (Houston, n. 1983)
- Craig Smith, ex cestista statunitense (Inglewood, n. 1983)

## D(12)
- Deb Smith, cestista e allenatore di pallacanestro statunitense (Paul, n. 1920 - Salt Lake City, † 2009)
- Don Smith, cestista statunitense (Dayton, n. 1951 - † 2004)
- Don Smith, cestista statunitense (n. 1920 - Chaska, † 1996)
- Don Smith, cestista statunitense (Pittsburgh, n. 1910 - Pittsburgh, † 1994)
- Doug Smith, ex cestista statunitense (Detroit, n. 1969)
- Scoochie Smith, cestista statunitense (Bronx, n. 1994)
- Tyler Smith, ex cestista statunitense (Pulaski, n. 1986)
- Dean Smith, cestista e allenatore di pallacanestro statunitense (Emporia, n. 1931 - Chapel Hill, † 2015)
- Derek Smith, cestista e allenatore di pallacanestro statunitense (Hogansville, n. 1961 - Bermuda, † 1996)
- Devin Smith, ex cestista e allenatore di pallacanestro statunitense (New Castle, n. 1983)
- Donta Smith, cestista statunitense (Louisville, n. 1983)
- Dru Smith, cestista statunitense (Evansville, n. 1997)

## E(2)
- Ed Smith, cestista statunitense (West Jefferson, n. 1929 - Marietta, † 1998)
- Elmore Smith, ex cestista statunitense (Macon, n. 1949)

## G(4)
- Greg Smith, ex cestista statunitense (Princeton, n. 1947)
- Greg Smith, cestista statunitense (Vallejo, n. 1991)
- Galin Smith, cestista statunitense (Clinton, n. 1998)
- Garfield Smith, ex cestista statunitense (Campbellsville, n. 1945)

## I(2)
- Ike Smith, cestista statunitense (Gainesville, n. 1997)
- Ish Smith, cestista statunitense (Charlotte, n. 1988)

## J(17)
- Jaime Smith, ex cestista statunitense (Birmingham, n. 1989)
- Jason Smith, ex cestista statunitense (Greeley, n. 1986)
- Jim Smith, ex cestista statunitense (Cleveland, n. 1958)
- Jimmy Smith, cestista e attivista statunitense (Pittsburgh, n. 1934 - Harrisburg, † 2002)
- Joe Smith, ex cestista statunitense (Norfolk, n. 1975)
- Joe Smith, ex cestista statunitense (New Orleans, n. 1977)
- Josh Smith, ex cestista statunitense (College Park, n. 1985)
- Jabari Smith, ex cestista statunitense (Atlanta, n. 1977)
- Jaleen Smith, cestista statunitense (Freeport, n. 1994)
- Jalen Smith, cestista statunitense (Portsmouth, n. 2000)
- Jamar Smith, ex cestista statunitense (Sicklerville, n. 1980)
- Jamar Smith, cestista statunitense (Peoria, n. 1987)
- Jason Smith, ex cestista australiano (Melbourne, n. 1974)
- Jerry Smith, cestista statunitense (Wauwatosa, n. 1987)
- Jesse Smith, ex cestista statunitense (Mackay, n. 1982)
- Joshua Smith, cestista statunitense (Seattle, n. 1992)
- Justin Smith, cestista statunitense (Highland Park, n. 1999)

## K(6)
- Ken Smith, ex cestista statunitense (Dallas, n. 1953)
- Kenny Smith, ex cestista statunitense (Queens, n. 1965)
- Speedy Smith, cestista statunitense (St. Petersburg, n. 1993)
- Keith Smith, ex cestista statunitense (Flint, n. 1964)
- Kendall Smith, cestista statunitense (San Francisco, n. 1995)
- Kentwan Smith, cestista bahamense (Freeport, n. 1991)

## L(5)
- LaBradford Smith, ex cestista statunitense (Bay City, n. 1969)
- LaRon Smith, cestista statunitense (Palm Bay, n. 1993)
- Larry Smith, ex cestista e allenatore di pallacanestro statunitense (Rolling Fork, n. 1958)
- Leon Smith, ex cestista statunitense (Chicago, n. 1980)
- Leslee Smith, cestista anglo-verginiano (Tortola, n. 1990)

## M(7)
- Michael Smith, ex cestista statunitense (Rochester, n. 1965)
- Michael Smith, ex cestista statunitense (Washington, n. 1972)
- Mike Smith, ex cestista statunitense (West Monroe, n. 1976)
- Mike Smith, cestista statunitense (Burr Ridge, n. 1997)
- Mark Smith, cestista statunitense (Peoria, n. 1959 - Peoria, † 2001)
- Mark Smith, cestista statunitense (Decatur, n. 1999)
- Mike Smith, ex cestista statunitense (Vandalia, n. 1987)

## N(2)
- Nick Smith, cestista statunitense (Jacksonville, n. 2004)
- Nolan Smith, ex cestista, allenatore di pallacanestro e dirigente sportivo statunitense (Louisville, n. 1988)

## O(1)
- Otis Smith, ex cestista, allenatore di pallacanestro e dirigente sportivo statunitense (Jacksonville, n. 1964)

## P(2)
- Phil Smith, cestista statunitense (San Francisco, n. 1952 - Escondido, † 2002)
- Pete Smith, ex cestista statunitense (n. 1947)

## R(9)
- Bingo Smith, cestista statunitense (Memphis, n. 1946 - † 2023)
- Bobby Smith, cestista e allenatore di pallacanestro statunitense (Charleston, n. 1937 - Naples, † 2020)
- Randy Smith, cestista e allenatore di pallacanestro statunitense (Bellport, n. 1948 - Norwich, † 2009)
- Reggie Smith, ex cestista statunitense (San Jose, n. 1970)
- Robert Smith, ex cestista statunitense (Los Angeles, n. 1955)
- Reyne Smith, cestista australiano (Ulverstone, n. 2002)
- Ronnie Smith, cestista statunitense (Galveston, n. 1962 - † 2011)
- Roscoe Smith, cestista statunitense (Baltimora, n. 1991)
- Russ Smith, cestista statunitense (New York, n. 1991)

## S(9)
- Chris Smith, cestista statunitense (Chicago, n. 1999)
- Steve Smith, ex cestista statunitense (Highland Park, n. 1969)
- Sam Smith, cestista statunitense (Hazard, n. 1944 - Indianapolis, † 2022)
- Sam Smith, ex cestista statunitense (Ferriday, n. 1955)
- Saul Smith, ex cestista e allenatore di pallacanestro statunitense (Pinehurst, n. 1979)
- Shakir Smith, cestista statunitense (Tucson, n. 1992)
- Stef Smith, cestista canadese (Ajax, n. 1999)
- Steven Smith, ex cestista statunitense (Filadelfia, n. 1983)
- Stevin Smith, ex cestista statunitense (Dallas, n. 1972)

## T(7)
- Tyler Smith, ex cestista statunitense (Lake Forest, n. 1980)
- Taylor Smith, cestista statunitense (Schertz, n. 1991)
- Terquavion Smith, cestista statunitense (Greenville, n. 2002)
- Terry Smith, cestista statunitense (Syracuse, n. 1986)
- Theron Smith, ex cestista statunitense (Bartow, n. 1980)
- Tommy Smith, ex cestista statunitense (Phoenix, n. 1980)
- Tyler Smith, cestista statunitense (New Orleans, n. 2004)

## V(1)
- Vernon Smith, cestista statunitense (Dallas, n. 1959 - Dallas, † 1992)

## W(5)
- Bill Smith, ex cestista statunitense (Rochester, n. 1949)
- Bill Smith, cestista statunitense (Jersey City, n. 1939 - Lavallette, † 2023)
- Wee Willie Smith, cestista statunitense (Montgomery, n. 1911 - Cleveland, † 1992)
- Willie Smith, ex cestista statunitense (Las Vegas, n. 1953)
- Wayne Smith, ex cestista statunitense (Bakersfield, n. 1955)

## Z(2)
- Zach Smith, cestista statunitense (Dallas, n. 1996)
- Zhaire Smith, cestista statunitense (Garland, n. 1999)